# Bruno Snell
Bruno Snell (Hildesheim, 18 de junho de 1896 — Hamburgo, 31 de outubro de 1986) foi um filólogo clássico alemão.

## Vida
Filho do psiquiatra Otto Snell (1859-1939), ainda jovem realizou seus estudos no ginásio Johanneum, na cidade de Lüneburg. Em 1914 iniciou seus estudos em direito e economia nacional em Edimburgo e Oxford, e em 1915 dedicou-se especialmente às aulas de direito romano na Universidade de Oxford. Com o início da Primeira Guerra Mundial, a condição de cidadão alemão o faz sofrer prisão civil na ilha de Man. Em 1918 resolveu estudar filologia clássica, primeiro na Universidade de Leiden, depois nas universidades de Berlim, Munique e Göttingen. Concluiu seu doutorado em 1922 na Universidade de Göttingen, sob a orientação de Georg Misch, e, logo após, encerrou sua livre-docência em 1925 na Universidade de Hamburgo.
Iniciou sua carreira acadêmica primeiramente como leitor (em alemão: Lektor) de língua alemã na Escola Normal Superior de Pisa e, na sequência, como assistente científico no Instituto Arqueológico Alemão de Roma. Entre os anos de 1931 e 1959 atuou como professor de filologia clássica na Universidade de Hamburgo. No ano de 1944 funda o grupo de pesquisa acadêmica Thesaurus Linguae Graecae nessa mesma universidade. Após o fim da segunda guerra mundial, entre 1944 e 1945, torna-se o primeiro diretor eleito da faculdade de filosofia (que engloba quase todas as ciências humanas). Entre os anos de 1951 e 1953 torna-se reitor da universidade de Hamburgo e, finalmente, em 1959, foi professor emérito pela mesma instituição.
Snell foi membro da Academia de Ciências de Munique, da Academia de Ciências de Göttingen, da Academia Austríaca de Ciências e da Real Academia Dinamarquesa de Ciências. Recebeu os títulos de doutor honoris causa pelas universidades de Aarhus,
Leeds, Oxford, Southampton e Paris. Em 1977 recebeu a ordem Pour le Mérite, concedida pelo estado alemão.

## A Descoberta do Espírito
Snell atuou em diversos campos da pesquisa filológica clássica. Trabalhou com a literatura grega antiga, tendo trabalhos publicados sobre a épica (destacando-se Homero), a lírica (especialmente Píndaro), a tragédia (especialmente Ésquilo) e a comédia (em especial Aristófanes).
Sua grande obra chama-se A Descoberta do Espírito: Estudos sobre a Formação do Pensamento Europeu pelos Gregos (em alemão: Die Entdeckung des Geistes:Studien zur Entstehung des europäischen Denkens bei den Griechen), mas Snell publicou também outros trabalhos sobre os Sete Sábios da Grécia, sobre papiros gregos antigos e fundou um dicionário sobre a épica grega, chamado Lexikon des frühgriechischen Epos.
O livro A Descoberta do Espírito recebeu duas traduções para o português. Uma chamada A Cultura Grega e as Origens do Pensamento Europeu, traduzida por Pérola de Carvalho, com apresentação de Trajano Vieira, publicada no Brasil pela editora Perspectiva em 2001 e outra chamada A Descoberta do Espírito: As Origens do Pensamento Europeu na Grécia, traduzida e apresentada por Artur Morão, publicada em Portugal pela editora edições 70 em 2003.

## Obras
- Leben und Meinungen der Sieben Weisen. Griechische und lateinische Quellen. Munique, 1938.
- Die Entdeckung des Geistes. Studien zur Entstehung des europäischen Denkens bei den Griechen. Hamburgo: Claassen Verlag, 1946.
- Der Aufbau der Sprache. Hamburgo, 1952.
- Griechische Metrik. Göttingen, 1955.